# C14H29NO
化学式C14H29NO（摩尔质量：227.392 g/mol）可以指以下化合物：
- 十四酰胺，CAS号：638-58-4
- N,N-二丁基己酰胺，CAS号：52868-51-6
- N,N-二甲基十二酰胺，CAS号：3007-53-2
- 2,2-二丁基己酰胺，CAS号：4456-93-3
- 1-壬基哌啶-1-氧化物，CAS号：74493-18-8

|  | 这个同类索引页列出了具有相同分子式的化学物（即同分異構體）条目。 除非您是有意链接至本页，否则应将相应条目的内部链接指向正确的条目。 |